# Rudolf Slánský

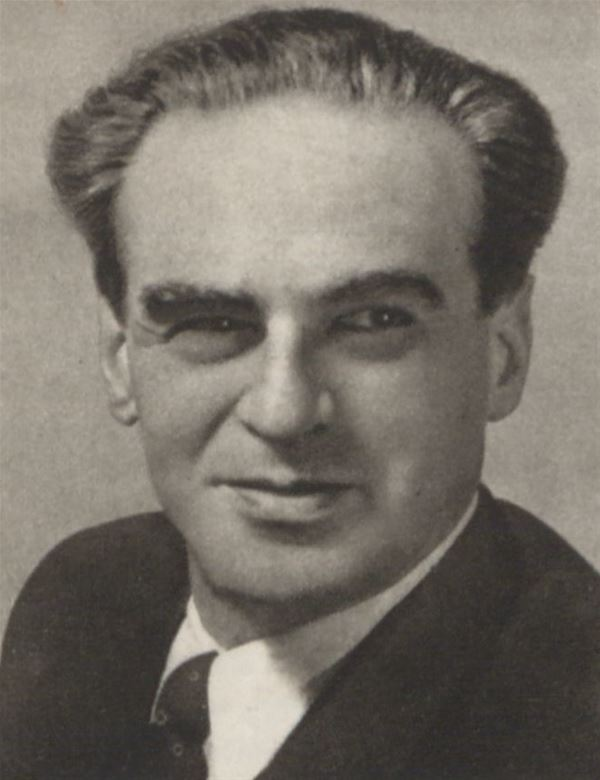
Rudolf Slánský (1948)

Rudolf Slánský (* 31. Juli 1901 in Nezvěstice, Böhmen, Österreich-Ungarn; † 3. Dezember 1952 in Prag) war ein tschechischer Politiker. Er war von 1945 bis 1951 Generalsekretär der Kommunistischen Partei der Tschechoslowakei (KSČ). Er wurde in dem antisemitischen, später nach ihm benannten Schauprozess angeklagt und hingerichtet.

## Leben
Slánský wuchs als Sohn eines jüdischen Händlers in Pilsen auf. Im Jahr 1921, ein Jahr nach seinem Abitur, trat er der Kommunistischen Partei bei und war faktisch ab dieser Zeit Parteifunktionär. Er schloss sich der radikalen, moskau- und kominternorientierten Gruppe um Klement Gottwald an, die später unter dem Beinamen Buben von Karlín („karlínští kluci“) in die Geschichte einging. Auf dem V. Parteitag der KSČ im Februar 1929 übernahmen diese jungen Funktionäre die Macht in der KSČ.
Slánský wurde Mitglied des Zentralkomitees und des Politbüros. Von 1935 bis 1938 war er Parlamentsabgeordneter. Nachdem Gottwald aufgrund einer Anklage wegen Aufrufs zum Aufstand nach Moskau flüchtete leiteten Jan Šverma und Slanský die Partei und sie traten versöhnlicher gegenüber dem tschechoslowakischen Staat unter Präsident Tomáš Garrigue Masaryk auf. 1935 unterstützten sie die Kandidatur von Edvard Beneš zum Nachfolger Masaryks im Austausch für eine Begnadigung Gottwalds, der in der Folge nach Prag zurückkehrte. Nach dem Münchner Abkommen 1938 ging Slanský mit seiner Frau Josefa und dem dreijährigen Sohn Rudolf nach Moskau und wurde dort Mitglied der Auslandsleitung der KSČ. 1944 nahm er auf dem Flughafen Tri Duby am Slowakischen Nationalaufstand teil.

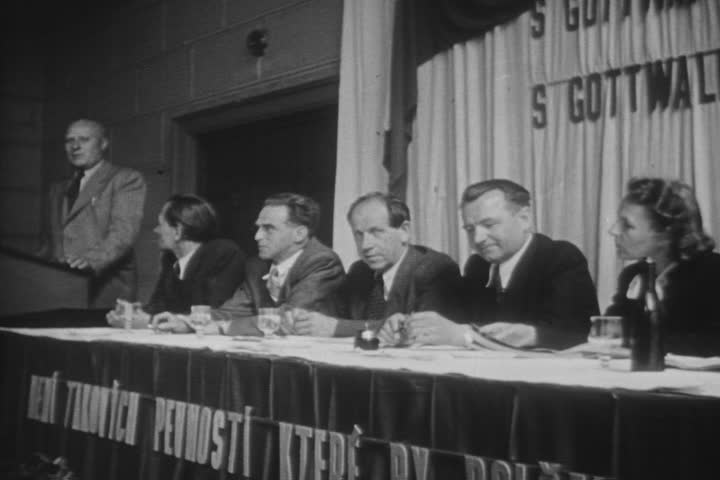
Slánský (3. v. l.) mit Klement Gottwald und Antonín Zápotocký (1947)

1945 kehrte er in die Tschechoslowakei zurück und wurde im selben Jahr Generalsekretär der KSČ. In dieser Funktion war er maßgeblich an der Bekämpfung der bürgerlich-demokratischen Parteien und der Machtübernahme der Kommunisten im Februar 1948 beteiligt und für die Verfolgung zahlreicher Gegner der Kommunisten verantwortlich. Am 8. September 1951 wurde er als Generalsekretär entlassen und erhielt den Posten eines stellvertretenden Ministerpräsidenten.
Am 23. November 1951 wurde er im Zuge der Field-Affäre verhaftet und des Hochverrats angeklagt. Die Motivation dürfte einerseits darin zu sehen sein, dass Gottwald sich eines potentiellen Rivalen entledigen wollte, außerdem spielte ein durch das sowjetische Vorbild einer angeblichen Ärzteverschwörung inspirierter Antizionismus eine wichtige Rolle. Slánský war wie die Mehrzahl seiner Mitangeklagten jüdischer Herkunft.
Im später so genannten Slánský-Prozess im November 1952 wurde er vor dem neu errichteten Staatsgericht zusammen mit Außenminister Vladimír Clementis, Otto Fischl, Josef Frank, Ludvík Frejka, Bedřich Geminder, Vavro Hajdů, Eugen Löbl, Artur London, Rudolf Margolius, Bedřich Reicin, Otto Katz, Otto Šling und Karel Šváb als angeblicher „Leiter eines staatsfeindlichen Verschwörungszentrums“ angeklagt, zum Tode verurteilt und am 3. Dezember 1952 zusammen mit zehn weiteren Mitangeklagten durch Hängen im Prager Gefängnis Pankrác hingerichtet. Ihre Leichen wurden verbrannt. Mitarbeiter der Staatssicherheit streuten die Asche auf ein Feld außerhalb Prags.
Am 8. September 1963 wurde Slánský juristisch rehabilitiert, zusammen mit Mordechai Oren, einem Mitglied der israelischen Mapam, der nach Abbüßung von drei Jahren einer zehnjährigen Gefängnisstrafe begnadigt und nach Israel repatriiert worden war. 1968 erfolgte im Zuge des Prager Frühlings auch seine Rehabilitierung durch die Partei.

## Filmaufnahmen vom Schauprozess
Im März 2018 wurden in dem stillgelegten Metallforschungsinstitut Výzkumného ústavu kovů (VÚK) in Panenské Břežany insgesamt 20 Stunden an historischen Film- und Tonaufnahmen vom Schauprozess gegen Rudolf Slánský entdeckt, die zuvor in großen Teilen verschollen gewesen waren.

## Verfilmung
Der französische Spielfilm Das Geständnis von 1970 basiert auf dem Tatsachenbericht des Mitangeklagten Artur London.